# 夏休みまんが大会
『夏休みまんが大会』（なつやすみまんがたいかい）は、1961年から1986年までNET→テレビ朝日（関東ローカル）が学校の夏の長期休暇時の朝に特別編成していた、テレビアニメ・テレビドラマの再放送枠の名称である。
なお時期によって枠名が異なっていたり、枠名が存在しない事もあるので、便宜上、1972年以降に付けられた枠名で紹介する。

## 概要
1959年2月に「教育専門局」として開局したNETは、月 - 土の10・11時台に教育番組を編成し、夏休みには『夏休みテレビクラブ』という番組を特別編成していたが、1961年から『夏休み映画大会』として10:45 - 11:45（JST。以下同じ）に『七色仮面』と『アラーの使者』の再放送をして開始、そして1963年よりアニメの再放送を開始した。
放送期間は1961年のみ8月限定で、以後は学校が夏休みに入る7月下旬から8月31日までとした（8月31日が土・日になる時は早める）。そして9月からは通常の編成に戻すため、全話再放送されない事が有った。また1964年に8:30 - 9:30に『モーニングショー』が編成すると、放送枠は9:30 - 11:00となり、途中9:30に15分帯番組（『川崎敬三の料理ジョッキー』など）が編成されたために15分繰り下げる事もあったが、1981年までおおむねこの体制となった。なお土曜放送は1973年より廃止した。
放送作品は大半がNET→テレビ朝日作品で、アニメは東映動画（現：東映アニメーション）、ドラマは東映といった、東映系列制作作品が多数を占めており、中でも『ひみつのアッコちゃん』（第1作）・『ピュンピュン丸』・『ジャイアントロボ』などといった作品が常連だった。また時によってはオリジナルドラマや、長編作や短編作といった児童映画も放送した。
1973年4月からは、同年11月からNETが「一般局」に移行するのに先駆け、それまでの教育番組を全廃し、『パンポロリン』シリーズなどの帯番組を編成したが、夏の間はそれらの番組を休止し、引き続き当番組を放送した。

## 番組枠の縮小、そしてシリーズの終焉
1981年秋に平日9:30 - 10:00枠で視聴者参加型クイズ番組『100万円クイズハンター』が開始、その『クイズハンター』は夏休みでも通常通り放送するため、1982年より枠は10:00 - 11:00に縮小、そして1985年秋に『クイズハンター』を10:00 - 10:30に繰り下げたため、1986年は10:30 - 11:30で放送するも、これが事実上最後の放送となり、1961年の『夏休み映画大会』から正式タイトルを変えながら続いたシリーズは25年の歴史に幕を降ろした。

## シリーズ終了後
2000年代に入り、『アンコールF』で「クレヨンしんちゃん」がやってた時期があったが、基本的にテレビ朝日は夏休みであろうと通常番組を継続している。

## 正式タイトルの変遷
- 1961年 - 1963年：『夏休み映画大会』（なつやすみえいがたいかい）
- 1964年 - 1965年：『東映まんが』（とうえいまんが）
- 1966年 - 1968年：『夏休み映画劇場』（なつやすみえいがげきじょう）
- 1969年：『夏休みちびっこ劇場』（なつやすみちびっこげきじょう）
- 1970年 - 1971年・1973年：『【枠名無し】』
- 1972年・1974年以降：『夏休みまんが大会』[3]

## 放送作品一覧

### テレビアニメ
- 珍犬ハックル
- 狼少年ケン
- 少年忍者風のフジ丸
- 宇宙パトロールホッパ - 新聞のラジオ・テレビ欄では、全回改題後のタイトル『宇宙っ子ジュン』と記載。
- 宇宙怪人ゴースト
- 大魔王シャザーン
- サイボーグ009（第1作）
- ひみつのアッコちゃん（第1作）
- キングコング / 001/7おや指トム
- レインボー戦隊ロビン
- ピュンピュン丸 - ラ・テ欄では『花のピュンピュン丸』と記載。
- もーれつア太郎（第1作）
- チキチキマシン猛レース
- アパッチ野球軍
- 幽霊城のドボチョン一家
- キューティーハニー
- ミクロイドS
- 魔法使いサリー（第1作）
- 鋼鉄ジーグ
- カリメロ（第1作）[注 2]
- 魔法使いチャッピー
- ミラクル少女リミットちゃん
- GO!わんぱく原始人
- 氷河戦士ガイスラッガー
- 魔女っ子メグちゃん
- 恐竜探険隊ボーンフリー - アニメと実写（特撮）を合わせた作品だが、便宜上アニメとする。
- 魔女っ子チックル
- 超人戦隊バラタック
- まんが赤い鳥のこころ
- 一休さん
- 無敵超人ザンボット3
- フクちゃん
- あさりちゃん
- 機動戦士ガンダム

### テレビドラマ・特撮番組
- 七色仮面
- アラーの使者
- 新諸国物語 紅孔雀
- 天下の暴れん坊 猿飛佐助
- 笛吹童子（北大路欣也主演版）
- ナショナルキッド
- 白鳥の騎士
- コロちゃんの冒険
- おれの太陽
- トリオ・ザ・3バカ
- アタック拳
- ジャイアントロボ
- 河童の三平 妖怪大作戦
- チンパン探偵ムッシュバラバラ
- 緊急指令10-4・10-10
- おーい!太陽っ子 - オリジナル作品。
- イナズマン
- 電子戦隊デンジマン
- ハウスこども劇場
- 熱血あばれはっちゃく - 1984年放送。『あばれはっちゃく』作品はこれのみ。
- 宇宙刑事ギャバン
- 科学戦隊ダイナマン

### その他
- ふるさと日本めぐり - 1965年放送。
- 短編映画
- グリム映画大会 - 1979年放送。
- ほか[4]

## 備考
- 『キューティーハニー』などの様に、本放送当時キー局とローカル局で放送フォーマットが異なった作品（→マグネロボシリーズ#放送規格を参照）は、当初はキー局形態で放送、余った5分間は当番組の一部としてミニ番組を放送した。その後1979年放送の『ジーグ』はローカル形態で放送したが、翌1980年の『バラタック』はキー局形態で放送していた。